# Mahindra Scorpio
Le Mahindra Scorpio est un 4x4 par le constructeur automobile indien Mahindra. Il se décline en version pick-up appelée Pick-up.
Le Scorpio a été importé en France jusqu'à fin 2008, il s'appelait alors Goa.
En 2022, une version complètement revue nommée Mahindra Scorpio N voit le jour en Inde le 27 juin, l'ancien Scorpio est toujours vendu sous le nom de Mahindra Scorpio Classic.

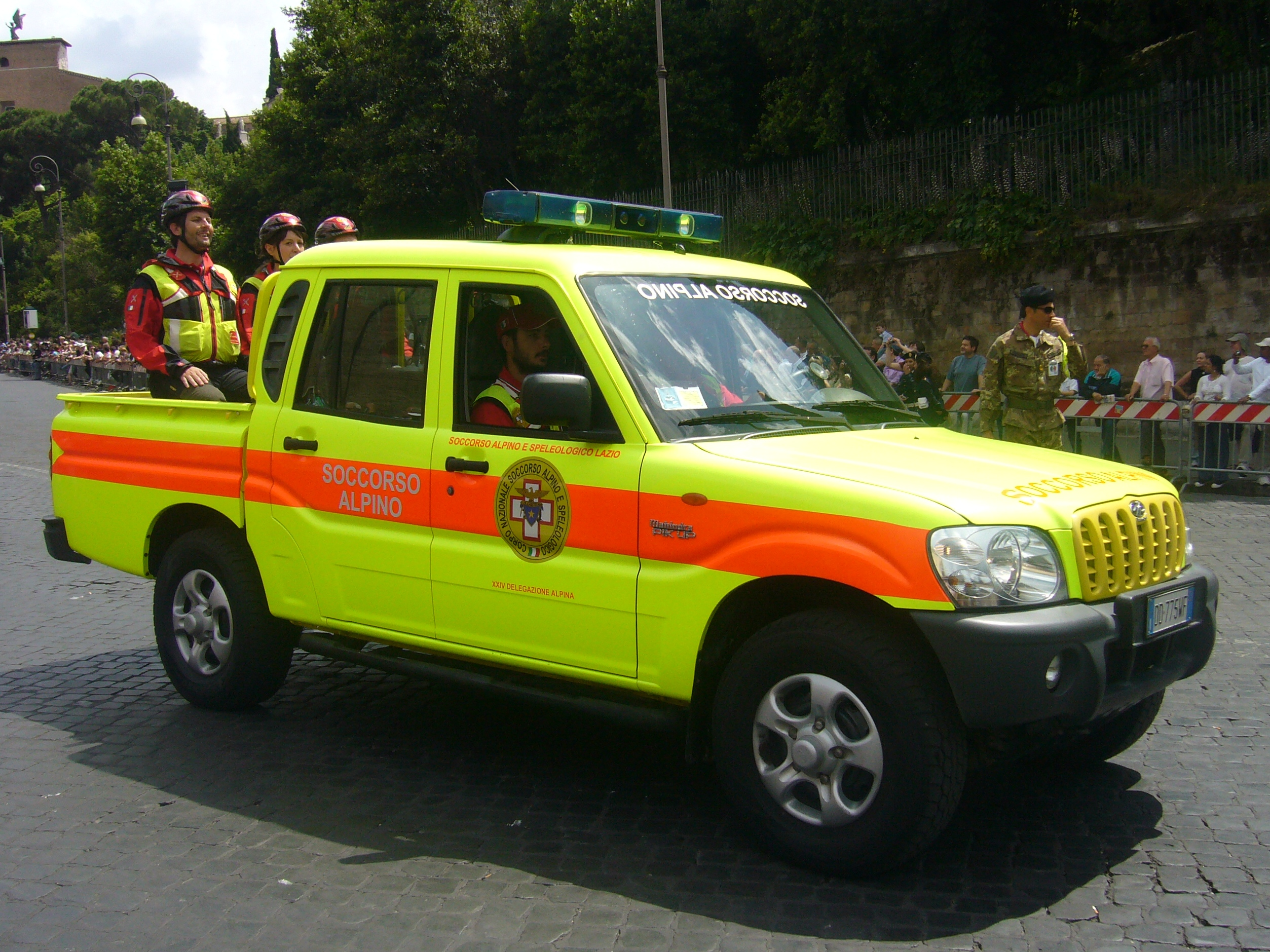
Mahindra Pick-up de la CNSAS.